# Лівці
Лівці (пол. Łowce) — село в Польщі, у гміні Хлопиці Ярославського повіту Підкарпатського воєводства.
Населення — 1261 особа (2011).

## Історія
Після анексії Галичини Польщею була почата колоніальна політика латинізації і полонізації українських земель.
У результаті в 1880 р. в селі проживало 260 греко-католиків, 757 римо-католиків і 88 юдеїв. Однак польська влада активно провадила латинізацію і полонізацію через викладання у школі винятково польською мовою та адміністративний тиск. На 1936 р. в селі залишилось 15 греко-католиків. Село належало до ґміни Хлопіце Ярославського повіту Львівського воєводства.
У 1975—1998 роках село належало до Перемишльського воєводства.

## Демографія
Демографічна структура станом на 31 березня 2011 року:
|          | Загалом | Допрацездатний вік | Працездатний вік | Постпрацездатний вік |
| -------- | ------- | ------------------ | ---------------- | -------------------- |
| Чоловіки | 614     | 128                | 423              | 63                   |
| Жінки    | 647     | 132                | 370              | 145                  |
| Разом    | 1261    | 260                | 793              | 208                  |

## Церква
У 1906 р. в селі збудовано замість попередньої нову дерев'яну церкву Введення Пресвятої Богородиці, яка була дочірньою церквою парафії Острів Радимнянського деканату Перемишльської єпархії УГКЦ.